# Alta Saboya
La Alta Saboya (74; en francés Haute-Savoie, en arpitano Hiôta Savouè o Savouè d'Amont) es un departamento francés situado en la región de Auvernia-Ródano-Alpes. Su capital (o prefectura) es Annecy.

## Economía
La Alta Saboya es un departamento dinámico con una tasa de desempleo inferior a la media nacional, debido en gran parte a las posibilidades de empleo ofrecidas en la zona de Ginebra.
Las principales zonas de actividad de la Alta Saboya son:
- La zona fronteriza Annemasse-Ginebra
- La aglomeración de Annecy
- El valle del Arve (Cluses y Bonneville)
- La ribera del lago Léman (Thonon-les-Bains y Evian-les-Bains)

## Administración

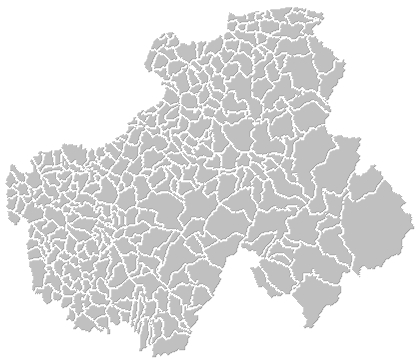
Mapa territorial de las diferentes comunas del departamento.

El presidente de la Alta Saboya es Christian Monteil desde 2008 (sucedió a Ernest Nycollin, presidente de 1998 a 2008).
El departamento está dividido administrativamente en:
- 4 distritos
- 34 cantones
- 294 comunas
- 19 mancomunidades de comunas
- 3 distritos municipales

La Alta Saboya depende de los Tribunales de Chambéry y de la academia de Grenoble.

## Geografía

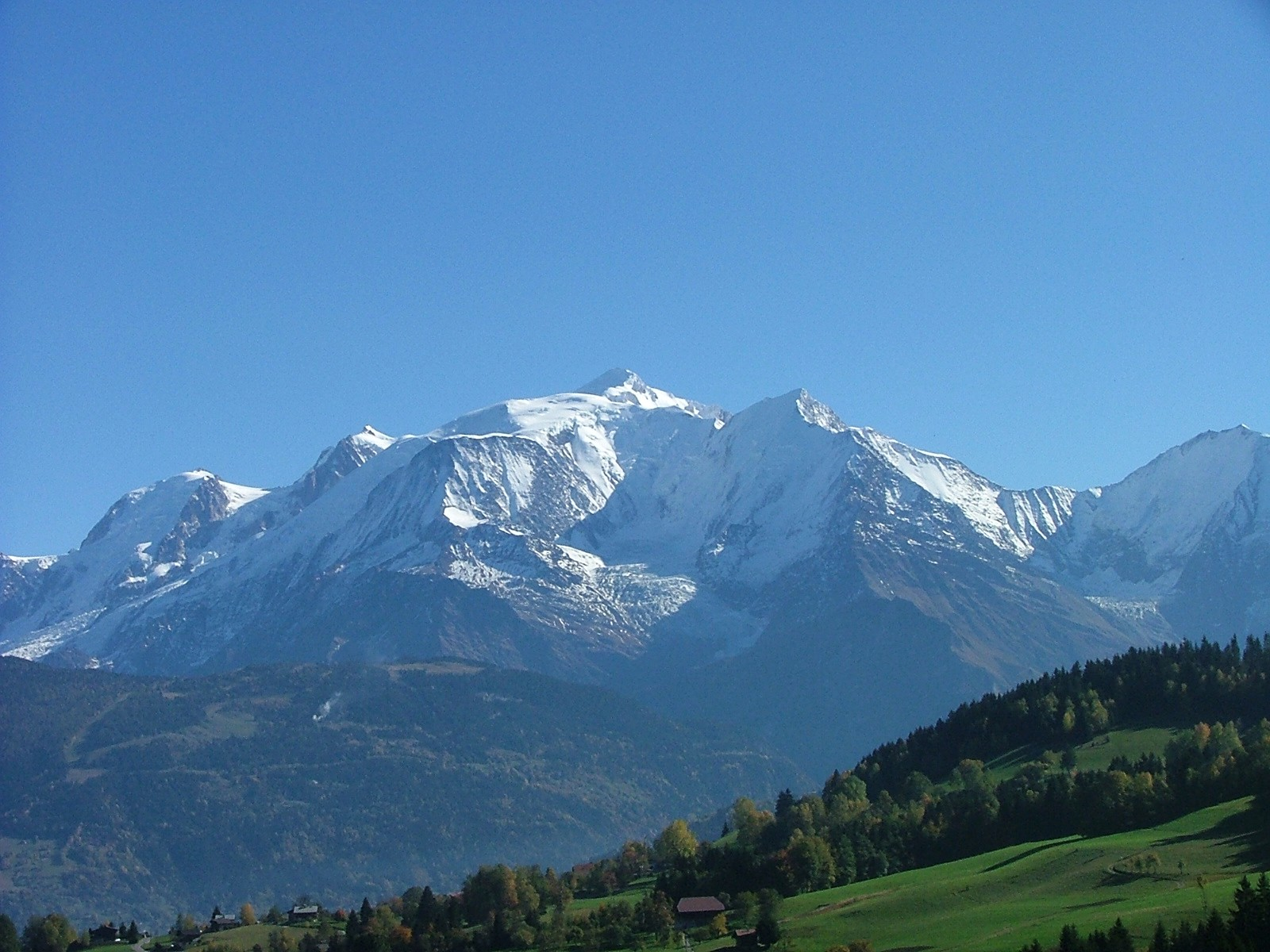
Vista del Mont Blanc desde un paraje turístico.

La Alta Saboya forma parte de la región francesa de Auvernia-Ródano-Alpes. Limita con los departamentos de Ain y Saboya, así como de los cantones de Ginebra, de Vaud (frontera en el lago Leman) y de Valais en Suiza así como con el valle de Aosta en Italia.
En su territorio se sitúa el macizo del Mont Blanc, sobre la frontera italiana, este es el punto más alto de Europa, sin tener en cuenta las montañas del Cáucaso. La altitud media del departamento es de 1160 m s. n. m. y tiene una superficie de 4388 km².
Su relieve está determinado por importantes elementos geográficos: 
- El macizo del Mont-Blanc, que es un macizo cristalino cuyo punto culminante es el famoso Mont Blanc
- Los Aravis que constituyen la zona central de montaña del departamento
- Los Alpes precalcareos, con el macizo de Chablais, los Bornes y los Bauges
- La delantera saboyana con el alto de Ginebra y el país de Albanais

Entre sus diversos elementos geográficos se destacan los valles, entre los cuales hay que señalar:
- El valle del Arve que constituye un eje europeo  muy importante de circulación desde Ginebra al túnel del Mont Blanc
- El corte de Annecy, en el que se asienta el lago de Annecy, y que comparte con Ugine y Albertville
- El valle de Tarentaise y el valle de Maurienne

Sus recursos naturales comprenden:
- Lagos: el lago Lemán 5.200 ha del que 21.400 ha pertenecen a la Alta Saboya; el lago de Annecy que tiene 2700 ha
- Ríos: 3500 km
- Bosques: 170.000 ha
- Reservas naturales: 20 000 ha (el primer departamento francés)

La Alta Saboya acoge nueve reservas naturales: Aiguilles rouges, Carlaveyron, Vallon de Bérard, Les Contamines-Montjoie, Passy, Sixt-Passy, Roc de Chère, Bout du lac, Delta de la Dranse.
También posee un arboreto de 130 hectáreas, llamado Arboretum de Ripaille.

## Historia
El departamento de la Alta-Saboya formó parte hasta 1860 de un estado independiente, formado y gobernado desde el siglo XI por la Casa de Saboya, que después se convertiría en la dinastía de los gobernantes de la Italia unificada. Esta familia de grandes señores feudales había fundado su poder sobre el control de los caminos y de los desfiladeros a través de los pasos de montaña de los Alpes. Sus alianzas con las potencias de la época, particularmente con la casa de Borgoña, el papado, los emperadores germánicos y hasta con Francia la convirtieron en la potencia gobernante de los Alpes.
Bloqueado al oeste por la fuerza de los reyes de Francia, el condado de Saboya, luego convertido en ducado, desplazó su centro de interés hacia el Piamonte y toda la Italia del Norte, hasta hacerse con el reino de Piamonte-Cerdeña, el elemento preponderante de la unificación italiana.
El departamento de Alta Saboya fue creado en 1860, de acuerdo al Tratado de Turín. Fue uno de los últimos territorios metropolitanos anexados a Francia.
Guardó sin embargo de su historia y de su posición fronteriza a la unión de tres países, un particularismo local, una lengua vernácula rica y una marcada fraternidad con el valle de Aosta y la Suiza francesa.

## Heráldica
| Imagen | Explicación |
| ------ | --- |
|        | La Saboya en su totalidad no posee un escudo oficial. El que aquí se ve es el del antiguo ducado, y es usado por tradición en toda Saboya (es decir los departamentos de Saboya y Alta Saboya.) El tipo de carteles que se ve en la foto se halla también en Saboya. |
|        | Este otro escudo es una propuesta creada por Robert Louis, pero, al igual que el blasón histórico, no fue objeto de una adopción oficial. |

## Demografía
Las principales ciudades son (datos del censo de 1999):
- Annecy (50.348 habitantes, 136.815 en la aglomeración)
- Annemasse y la parte altosaboyarda de la aglomeración ginebrina (27.253 habitantes, 80.973 en la aglomeración)
- Thonon-les-Bains (28.927 habitantes, 58.836 en la aglomeración)
- Cluses (17.711 habitantes, 56.906 en la aglomeración)

## Clima
El clima del oeste de los alpes es sobre todo subcontinental y en el departamento, montañés, frío y nevoso en invierno, dulce y tempestuoso en verano. El otoño y la primavera (octubre y abril) son más secos que el término medio, pero la pluviometría es globalmente una de las más elevadas de Francia.
Los importantes desniveles y los efectos de ladera dan temperaturas muy variadas, que tienen por punto común las marcadas amplitudes térmicas. Las orillas del lago Lemán son sin embargo más templadas. En Annecy, se produce un cambio de medias de  1 °C en enero a  20 °C en julio, en Chamonix: - 3 °C en enero,  16 °C en julio.
El estado y espesor de la nieve en un lugar, gracias al buen nivel pluviométrico y gracias a las temperaturas bajas y invernales, es por término medio y a la misma altitud dada, la mejor de Francia, con Jura. En pleno invierno generalmente encontramos la nieve a partir de 500-1000 m s. n. m. Hacia 2000 m s. n. m., persiste del octubre-noviembre al abril-mayo. Por encima de 2500 a 3000 m se forman glaciares.